# فلیت‌وینگز ۳۳
فلیت‌وینگز مدل ۳۳ پیش نمونه یک هواپیمای آموزشی آمریکایی متعلق به ۱۹۴۰ میلادی بود که توسط فلیت‌وینگز ساخته شد.

## مشخصات فنی (مدل ۳۳)
داده‌ها از The Illustrated Encyclopedia of Aircraft (Part Work 1982-1985), 1985, Orbis Publishing
ویژگی‌های عمومی
- خدمه: ۲
- طول: ۲۲ فوت ۲٫۵ اینچ (۶٫۷۷ متر)
- پهنای بال: ۲۸ فوت ۶ اینچ (۸٫۶۹ متر)
- ارتفاع: ۶ فوت ۰ اینچ (۱٫۸۳ متر)
- مساحت بال‌ها: ۱۲۱٫۵ فوت مربع (۱۱٫۲۹ متر مربع)
- وزن خالی: ۱٬۰۸۲ پوند (۴۹۱ کیلوگرم)
- وزن ناخالص: ۱٬۶۵۰ پوند (۷۴۸ کیلوگرم)
- پیشرانه: ۱ عدد  موتور تخت ۶ سیلندر Franklin 6AC-298, 130 hp (97 kW)

عملکرد
- حداکثر سرعت: ۱۵۰ مایل بر ساعت (۲۴۱ کیلومتر بر ساعت، ۱۳۰ گره)
- بُرد: ۵۲۰ مایل (۸۳۷ کیلومتر، ۴۵۰ مایل دریایی)
- حداکثر ارتفاع: ۲۲٬۶۰۰ فوت (۶٬۸۹۰ متر)